# Seznam děkanů Fakulty informačních technologií Vysokého učení technického v Brně
Toto je seznam děkanů Fakulty informačních technologií Vysokého učení technického v Brně.
1. Tomáš Hruška (2002–2008)
2. Jaroslav Zendulka (2008–2016)
3. Pavel Zemčík (2016–2024)
4. Petr Hanáček (od 2024)